# Chrysotus kerguelensis
Chrysotus kerguelensis är en tvåvingeart som beskrevs av Günther Enderlein 1909. Chrysotus kerguelensis ingår i släktet Chrysotus och familjen styltflugor. Inga underarter finns listade i Catalogue of Life.